# .bz
.bz – domena internetowa przypisana od roku 1991 dla Belize i administrowana przez University of Belize.

## Domeny drugiego poziomu
- com.bz – dla firm
- edu.bz – dla edukacji
- gov.bz – dla instytucji rządowych
- net.bz – dla dostawców sieci
- org.bz – dla organizacji